# Susan Varon
Susan Varon (* 5. Mai 20. Jahrhundert in New York City) ist eine US-amerikanische Schauspielerin in Film, Fernsehen und Theater.

## Leben und Karriere
Susan Varon wurde in New York City geboren, studierte an der privaten Hofstra University in Hempstead auf Long Island und hat in zahlreichen Filmen und Fernsehserien mitgewirkt.
Sie ist vor allem für ihre Rollen in den Serien Daredevil, Kaleidoskop und Boardwalk Empire bekannt ist.
In der Serie Daredevil spielt Susan Varon Josie, die Besitzerin und Barkeeperin von Josie’s Bar. Josie’s Bar ist ein beliebter Treffpunkt für Matt Murdock, Foggy Nelson und Karen Page.
Seit 2025 ist Susan Varon erneut in die Rolle der Josie in Daredevil: Born Again zu sehen.

## Filmografie (Auswahl)
- 1990: GoodFellas – Drei Jahrzehnte in der Mafia (Goodfellas)
- 1990: Alles Okay, Corky? (Fernsehserie, 2 Folgen)
- 1991: Babygeflüster (Baby Talk, Fernsehserie, 1 Folge)
- 1991: P.S.I. Luv U (Fernsehserie, 1 Folge)
- 1992: Down the Shore (Fernsehserie, 1 Folge)
- 1994: Mit Herz und Scherz (Coach, Fernsehserie, 1 Folge)
- 1994: Clifford – Das kleine Scheusal (Clifford)
- 1995: Eine schrecklich nette Familie (Married... with Children, Fernsehserie, 1 Folge)
- 1996–2001: Alle lieben Raymond (Everybody Loves Raymond, Fernsehserie, 8 Folgen)
- 1997: Van-pires (Fernsehserie, 1 Folge)
- 2000: Interstate 84
- 2001: 100 Centre Street (Fernsehserie, 1 Folge)
- 2001: Yes, Dear (Fernsehserie, 1 Folge)
- 2002: Hysterical Blindness
- 2002: Spurwechsel (Changing Lanes, 2002)
- 2003: Ed – Der Bowling-Anwalt (Ed, Fernsehserie, 1 Folge)
- 2003: Law & Order: Special Victims Unit (Fernsehserie, 2 Folgen)
- 2003: Virgin
- 2004: Lbs.
- 2004–2008: Law & Order (Fernsehserie, 2 Folgen)
- 2006: Die Sopranos (The Sopranos, Fernsehserie, 1 Folge)
- 2010: Boardwalk Empire (Fernsehserie, 3 Folgen)
- 2012: Miami or Bust: A Hoboken Bet
- 2015–2016: Daredevil (Fernsehserie, 9 Folgen)
- 2016: Almost Paris
- 2016: Empörung (Indignation)
- 2017: Let Me Die a Nun
- 2017: The Defenders (Fernsehserie, 1 Folge)
- 2018: Elementary (Fernsehserie, 1 Folge)
- 2019: Swung (Kurzfilm)
- 2021: The Last Call
- 2021: Manifest (Fernsehserie, 1 Folge)
- 2021: Hit & Run (Fernsehserie, 1 Folge)
- 2022: Bull (Fernsehserie, 1 Folge)
- 2023: Kaleidoskop (Kaleidoscope, Fernsehserie, 2 Folgen)
- seit 2025: Daredevil: Born Again (Fernsehserie)

## Theater (Auswahl)
Off-Broadway
- 1978: The Madwoman of Chaillot, als Madame Constance[3]
- 1988: Tony n' Tina's Wedding, als Rose Domenico[3]
- 2005: The Ladies of the Corridor, als Irma[3]
- 2011: The Man Who Came to Dinner, als Performer[3]
- 2017: Letters, als Pam[3]